# Alberto Gómez Fernández
Alberto Gómez Fernández, noto anche con lo pseudonimo di Nagore (Madrid, 27 dicembre 1980), è un ex calciatore spagnolo, di ruolo difensore.

## Carriera
Ha preso parte alla rosa di molte squadre, tutte spagnole, di cui una, Alcorcón con cui ha disputato 5 anni nei quali ha collezionato ben 142 presenze.
Svincolatosi dal club, il 7 gennaio 2014 firma un contratto con il Levante con cui debutterà in Liga il 9 febbraio 2014, a 33 anni, nella partita pareggiata per 0-0 contro la Real Sociedad.